# شهرستان جینگان
شهرستان جینگان (به لاتین: Jing'an County) یک منطقهٔ مسکونی در چین است که در یچان واقع شده‌است.